# 博奇角
63°54′S 60°45′W / 63.900°S 60.750°W
博奇角，是南極洲的海岬，位於帕默群島的特里尼蒂島，處於米克爾森港東面，由挪威捕鯨船長命名，現時由南極條約體系管理。